# Tanzanite

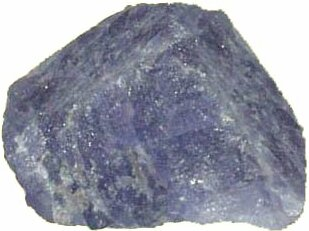
Una pietra grezza di tanzanite

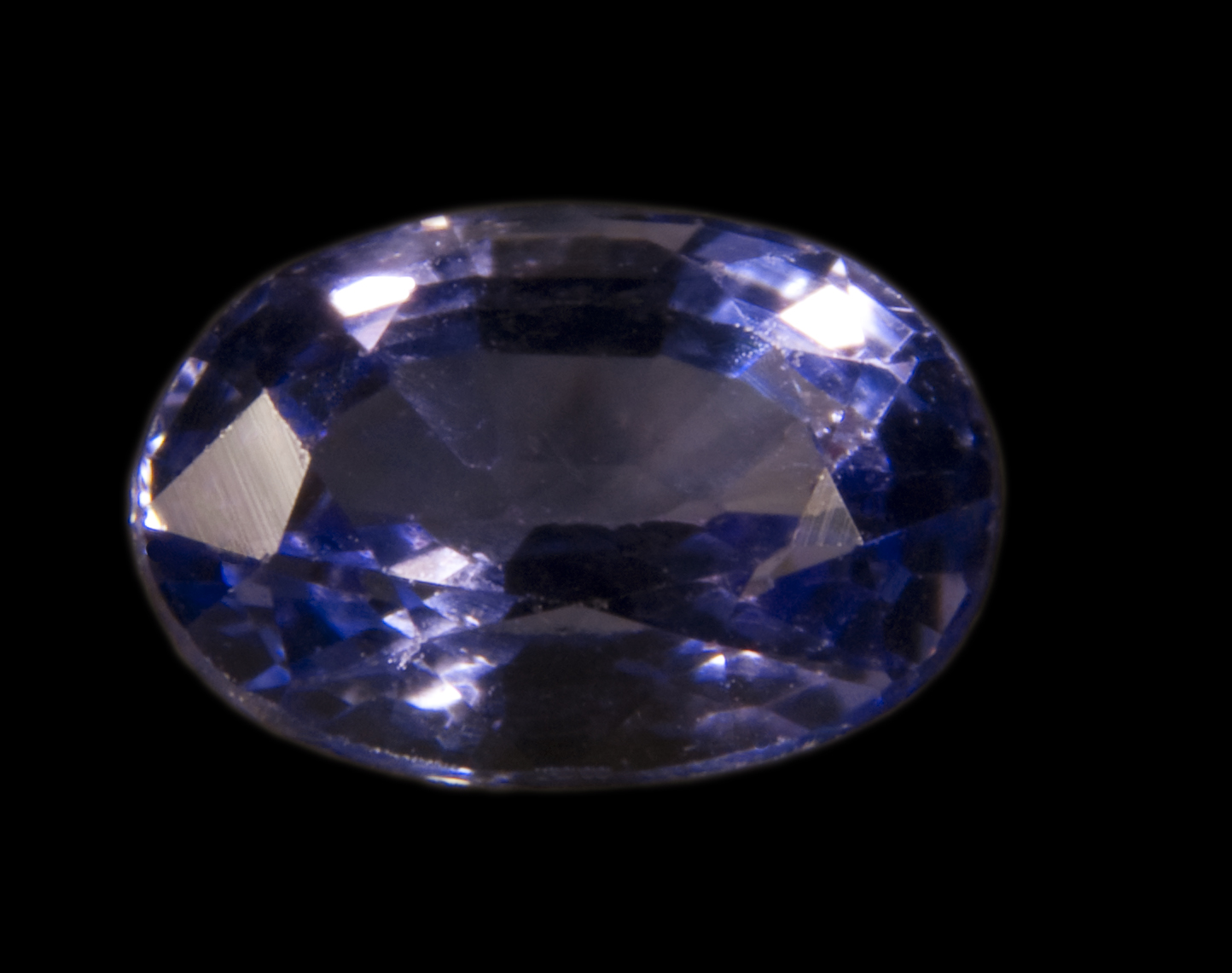
Una pietra lavorata

La tanzanite è un minerale, più precisamente è una varietà della zoisite; fu scoperta nei primi di gennaio del 1967 nel Nord Tanzania ai piedi dei monti Merelani nei pressi della città di Arusha. Il suo utilizzo più comune è nella gioielleria: apprezzata grazie alle sue caratteristiche cristalline e al pleocroismo (il colore che va dal blu al viola cambiando a seconda dell'orientamento della luce e che viene appunto definito bluviola). 
La tanzanite è una gemma rara. Il nome tanzanite le venne dato dalla maison Tiffany in onore dello Stato in cui la gemma fu scoperta. Prima del nome definitivo si scartò l'ipotesi di conferirle il nome commerciale di Zoisite blu poiché esso suonava troppo simile al termine inglese suicidio (suicide). Vennero inoltre proposti molti nomi come zaffiro del monte Meru, zoisite-zaffiro e zaffiro-zoisite. Al tempo il titolo di scopritore della tanzanite fu attribuito a un certo Manuel de Souza ma fu accertato successivamente che il vero scopritore fu un abitante del luogo di nome Ndugu Jumanne Ngoma, il quale, dopo numerose peripezie, riuscì a ottenerne il riconoscimento, avallato nel 1984 da una certificazione del ministero per le risorse minerarie della Tanzania.

## Abito cristallino
Cristallo, striato.

## Origine
Segregazione magmatica.

## Giacitura
Tanzania, Africa.

## Il più grande del mondo
Il più grande cristallo di tanzanite lavorato è di 737,81 carati.
Uno dei più famosi è il "Queen of Kilimanjaro" (regina del Kilimanjaro) di ben 242 carati. È oggi posizionato su una tiara adornata con 803 tsavoriti (varietà di granato verde) e 913 diamanti, tutti con taglio a brillante. La tiara è esposta alla "Gallery of Gold and Gems at the Royal Ontario Museum" a Toronto, Ontario, Canada.
La mostra proviene dalla collezione privata di Michael Scott, il primo CEO della Apple.

## Recenti sviluppi
Nel giugno del 2003, il governo della Tanzania ha vietato per legge l'esportazione di tanzanite grezza verso l'India dove solitamente avviene la lavorazione delle pietre preziose. Questo divieto è stato emanato per lo sviluppo locale della manifattura e dell'artigianato.
Nell'aprile del 2005, la compagnia chiamata Tanzanite One Ltd. annunciò pubblicamente di aver preso il controllo della porzione del deposito di tanzanite denominata "C-Block" (blocco C) (il principale deposito è suddiviso in 5 blocchi).
Nell'agosto del 2005 nella miniera del blocco C venne trovato il più grande cristallo di tanzanite: tale cristallo pesa 16 839 carati (3,4 kg) e misura 22 cm × 8 cm × 7 cm. Nel giugno 2020, il minatore tanzaniano Saniniu Kuryan Laizer di 52 anni ha estratto le due più grandi gemme di tanzanite mai viste, pesando infatti rispettivamente 9,27 kg e 5,1 kg, che ha successivamente venduto al governo per 7,7 miliardi di scellini tanzaniani (quasi 3,3 milioni di dollari e 2,9 milioni di euro).